# CoCoTTo KANAZAWA
CoCoTTo KANAZAWA（ココットかなざわ）は、石川県金沢市竪町にある複合商業施設。地下1階、地上5階。
1979年4月28日に金沢パティオ（かなざわパティオ）として開業し、2019年12月12日の全面リニューアルの際に今の名前に改称した。
店名の『CoCoTTo』は、「行こうっと」から連想した造語で、ヒト・モノ・コトが「ここ」に集まるという意味も込められている。

## 概要
元々はファッションビルであったが、名称の変更と同時にホテル「EIGHT POINT INN KANAZAWA」を核とした施設へと転換した。
2020年1月30日には1階にスギ薬局タテマチ店が開店した。
SDGsに関するワークショップも開く予定。

## テナント
2020年（令和2年）8月23日時点のフロア構成。
- 3-5階 - EIGHT POINT INN KANAZAWA（ホテル）
- 2階 - テナント無し
- 1階 - SPINNS、スギ薬局
- B1階 - テナント無し

## 周辺の商業施設
- 竪町商店街（タテマチストリート）
- プレーゴ
- 片町商店街
- 片町きらら
- 香林坊東急スクエア
- 香林坊アトリオ
- 大和香林坊店（本店）

## 周辺の観光施設
- 兼六園
- 金沢城公園
- 金沢21世紀美術館
- 金沢能楽美術館

## 交通アクセス

### 公共交通機関
いずれもJR金沢駅東口バスターミナルより乗車。
- 路線バス（北陸鉄道バス）

3番・8番～10番乗り場より乗車。「片町」バス停で下車、徒歩4分。
- 金沢ショッピングバス（土・日・祝日のみ運行）

7番乗り場より乗車。「片町・タテマチ」バス停で下車、徒歩3分。
- 城下まち金沢周遊バス

7番乗り場より乗車、「片町」バス停で下車、徒歩 約3分。

### 自家用車
- 金沢駅より約10分。
- 北陸自動車道
  - 「金沢西I.C」より約20分。
  - 「金沢東I.C」より約20分。
  - 「金沢森本I.C」より約25分